# Línguas arauás
As línguas arauás  formam uma família de línguas ameríndias do Brasil (Amazonas e Acre) e do Peru (Ucayali).

## Línguas
- Arawá (extinta)
- Kulina
- Deni
- Jamamadi
- Paumari
- Suruwahá

## Classificação
Classificação interna da família arauá (Ramirez 2019):
- Suruwaha
- Paumari (Purupuru)
- Sul
  - Jarawara & Jamamadi (yamamadi)
  - Periférico (madiha)
    - Kulina
    - Kulina do Marari
    - Deni & Sewaku (“Yamamadi” do Inauini/Teuini e do Igarapé Capanã)

## Comparação lexical
Comparação lexical (Rodrigues 1986):
| Português | Dení | Kulína | Yamamadí | Paumarí |
| --------- | ---- | ------ | -------- | ------- |
| peixe     | aba  | aba    | aba      | apa-    |
| anta      | avi  | awi    | awi      | dama    |
| água      | pasu | pasu   | paha     | paha    |
| sol       | mahi | mahi   | mahi     | safini  |
| mão       | zepe | zepe   | depo     | çeei    |
| fogo      | zipu | zipu   | dzipu    | sihu    |

## Reconstrução
Algumas reconstruções do Proto-Arawá (Dixon 2004):

### Plantas
| Proto-Arawá      | Português                       | Inglês                              |
| ---------------- | ------------------------------- | ----------------------------------- |
| *biha            | carai                           | yam sp.                             |
| *boba            | paxiúba                         | palm sp.                            |
| *bodi            | bacuri                          | fruit sp.                           |
| *'boko           | imbaúba                         | tree sp.                            |
| *doni            | cumaru                          | tonka bean                          |
| *hawa            | patauá                          | patauá palm                         |
| *imi             | ingá                            | ingá (tree and edible fruit)        |
| *jani            | paxiubinha                      | palm sp.                            |
| *jawana          | murumuru                        | palm sp.                            |
| *jawida          | pupunha                         | peach palm                          |
| *kahami          | urucuri                         | palm sp.                            |
| *majo            | pajurá                          | tree sp.                            |
| *nabohi          | paxiúba-barriguda               | palm sp.                            |
| *ora             | jenipapo                        | genipap                             |
| *para'i          | açaí                            | assai palm                          |
| *sanaro          | maracujá                        | passion fruit                       |
| *tamajara        | matamatá, envira                | matamatá tree, envira tree          |
| *tamino          | jaqueira                        | jackfruit tree                      |
| *waishowa        | abiurana                        | several trees of genus Lucuma       |
| *wasina, *wasini | samaúma, Ceiba pentandra        | kapok ceibe tree                    |
| *wekhe'i         | seringueira, Hevea brasiliensis | rubber tree                         |
| *xidepe          | urucu, Bixa orellana            | tree sp.; red paint made from fruit |

### Mamíferos
| Proto-Arawá | Português                          | Inglês                                   |
| ----------- | ---------------------------------- | ---------------------------------------- |
| *gapha      | macaco-barrigudo                   | woolly monkey                            |
| *hijama     | queixada                           | white-lipped peccary                     |
| *hojawa     | tamanduá-bandeira                  | giant anteater                           |
| *ja'o       | bicho-preguiça                     | sloth sp.                                |
| *jajiko     | bugio, guariba                     | howler monkey                            |
| *jotomi     | quati                              | coati                                    |
| *jowi(hi)   | macaco-prego                       | capuchin monkey                          |
| *kawina     | bugio, guariba                     | howler monkey                            |
| *kiriwe     | preguiça-de-três-dedos             | three-toed sloth                         |
| *kishi-     | tatu                               | armadillo                                |
| *kiso       | macaco-prego                       | capuchin monkey                          |
| *kosikosi   | jupará                             | kinkajou, night monkey                   |
| *mase       | morcego                            | bat                                      |
| *modo       | tamanduá                           | anteater                                 |
| *mowi       | macaco-da-noite                    | night monkey                             |
| *pishi      | macaco-de-cheiro, Saimiri sciureus | squirrel monkey; marmoset (small monkey) |
| *shawa(ri)  | irara                              | weasel sp.                               |
| *shinama    | cutia                              | agouti                                   |
| *tamakori   | macaco parauaçu, Pithecia monachus | monkey sp.                               |

### Aves
| Proto-Arawá           | Português                   | Inglês                                   |
| --------------------- | --------------------------- | ---------------------------------------- |
| *ama'ahawa            | socó                        | socó heron                               |
| *amasawari            | socozinho                   | socozinho heron                          |
| *dapo                 | jacu                        | guan (bird sp.)                          |
| *DiroDiro             | martim-pescador             | kingfisher                               |
| *hiriti               | juruva                      | motmot bird                              |
| *jakhi                | tucano (Ramphastos)         | toucan (Ramphastos)                      |
| *kamowa               | juriti, rolinha             | dove sp.                                 |
| *kawashiro            | Icterus                     | oriole                                   |
| *komi                 | surucuá                     | trogon (bird sp.)                        |
| *khere                | ariramba                    | kingfisher                               |
| *okoko                | juriti                      | pigeon, dove sp.                         |
| *shabiria             | gavião-real, Harpia harpyja | eagle-hawk                               |
| *tano                 | japu                        | pied-crested oropendola (type of oriole) |
| *tawikhoro(ro)        | bico-de-brasa               | black-fronted nunbird                    |
| *tobejaro, *tobejero) | bacurau                     | nighthawk                                |
| *wara-                | aracuã                      | chachalaca (bird)                        |

### Peixes
| Proto-Arawá | Português                             | Inglês                                |
| ----------- | ------------------------------------- | ------------------------------------- |
| *aba majaro | aruanã                                | arowana (fish sp.)                    |
| *'awida     | piau                                  | piau sp. (fish)                       |
| *bahama     | surubim                               | surubim (large fish)                  |
| *basani     | pacu                                  | pacu (fish sp.)                       |
| *bidama     | mandi                                 | catfish sp.                           |
| *kosop(h)a  | tucunaré                              | tucunaré (fish sp.)                   |
| *khorobo    | jeju?                                 | fish sp.                              |
| *moro       | cangati; jai preto, Paulicea luetkeni | fish sp. (cangati sp.; large catfish) |
| *otawi      | cará                                  | cará (fish sp.)                       |
| *siraba     | cangati, cará, acará                  | fish sp.                              |
| *shako      | traíra                                | lungfish                              |

### Répteis e insetos
| Proto-Arawá  | Português | Inglês         |
| ------------ | --------- | -------------- |
| *kowasa      | jabuti    | tortoise       |
| *shire       | tartaruga | turtle         |
| *bitha       | carapanã  | large mosquito |
| *'Diriri     | cigarra   | cicada         |
| *jimo, *jomo | tocandira | ant sp.        |
| *karajati    | mutuca    | biting fly     |
| *waharo      | carapanã  | large mosquito |

## Comparações lexicais
Algumas semelhanças lexicais entre o proto-arawá e o proto-nadahup:
| Português        | Proto-Arawa    | Proto-Nadahup              |
| ---------------- | -------------- | -------------------------- |
| arara            | *kawa          | kawetʔ (Nadeb)             |
| cabeça           | *nukʰu ‘rosto’ | *dũh                       |
| chuva            | *ɓahi          | *bahut ‘vento’             |
| filha            | *to            | *toːɡ                      |
| filho            | *daʔo          | *tˀɤw ‘gente/descendentes’ |
| macaco-de-cheiro | *piʧʰi         | biʤ (Daw)                  |
| noite            | *ʤume          | *ʧˀɤb                      |
| peixe            | *aba           | *hãːp                      |
| tucano           | *ʤakʰi         | *ʧakwet                    |